# حي البلاد (حضرموت)
حي البلاد هو أحد أحياء مديرية ساة في محافظة حضرموت اليمنية. يبلغ تعداد سكانه 2942 نسمة حسب التعداد السكاني في اليمن لعام 2004.